# Pexopsis yemenensis
Pexopsis yemenensis är en tvåvingeart som beskrevs av Zeegers 2007. Pexopsis yemenensis ingår i släktet Pexopsis och familjen parasitflugor. Inga underarter finns listade i Catalogue of Life.